# Nasima Saifi
Nasima Saifi (29 de octubre de 1988) es una atleta paralímpica argelina. Compite en la categoría de F58 en los concursos de lanzamientos, siendo especialista en disco y peso. Saifi es bicampeona olímpica y tres veces campeona mundial.

## Historia personal
Nació en Mila, Argelia, en 1988. Su pierna izquierda fue amputada después de un accidente de coche en 1998. Su padre la animó a competir en atletismo para mantenerse ocupada después del accidente; se apuntó a un club local donde pudo empezar a entrenar.

## Carrera atlética
Gracias a la asistencia y el apoyo de su padre, Saifi hizo su debut internacional para Argelia en el Mundial Paralímpico de 2006, celebrado en Lille. Participó tanto en disco como en peso, concluyendo ambos concursos en quinta posición. Su primera participación olímpica fue en los juegos paralímpicos de 2008 en Pekín, logrando la cuarta posición en disco y la décima en peso.
En el Mundial de 2011, celebrado en Christchurch, logró su primer triunfo internacional. Gracias a un lanzamiento de 40,99 metros ganó la medalla de oro en disco, con una  mejora de más de seis metros respecto a su marca en Pekín. En peso concluyó en el noveno puesto, con un mejor lanzamiento de 8.42 metros. El año siguiente en los juegos paralímpico de 2012 de Londres ganó el oro en disco con una marca de 40,34 metros.
En 2013 revalidó su título mundial en Lyon en disco y además logró una medalla de bronce en peso, su primera medalla en este concurso a nivel internacional. La final de disco se disputó a un gran nivel, siendo necesaria una marca 42,05 metros, récord mundial, para superar a la irlandesa Orla Barry. Dos años más tarde en Doha, Saifi logró su tercer título mundial consecutivo en disco.
En los juegos de 2016 volvió a competir al máximo nivel, revalidando su oro en disco pese a una marca de 33,33 metros, inferior a sus mejores lanzamientos. Además logró su primera medalla paralímpica en lanzamiento de peso, una plata con una marca de 10.77, solo diecisiete centímetros por debajo de la campeona olímpica Ángeles Ortiz Hernández.